# 산토 토메 교회

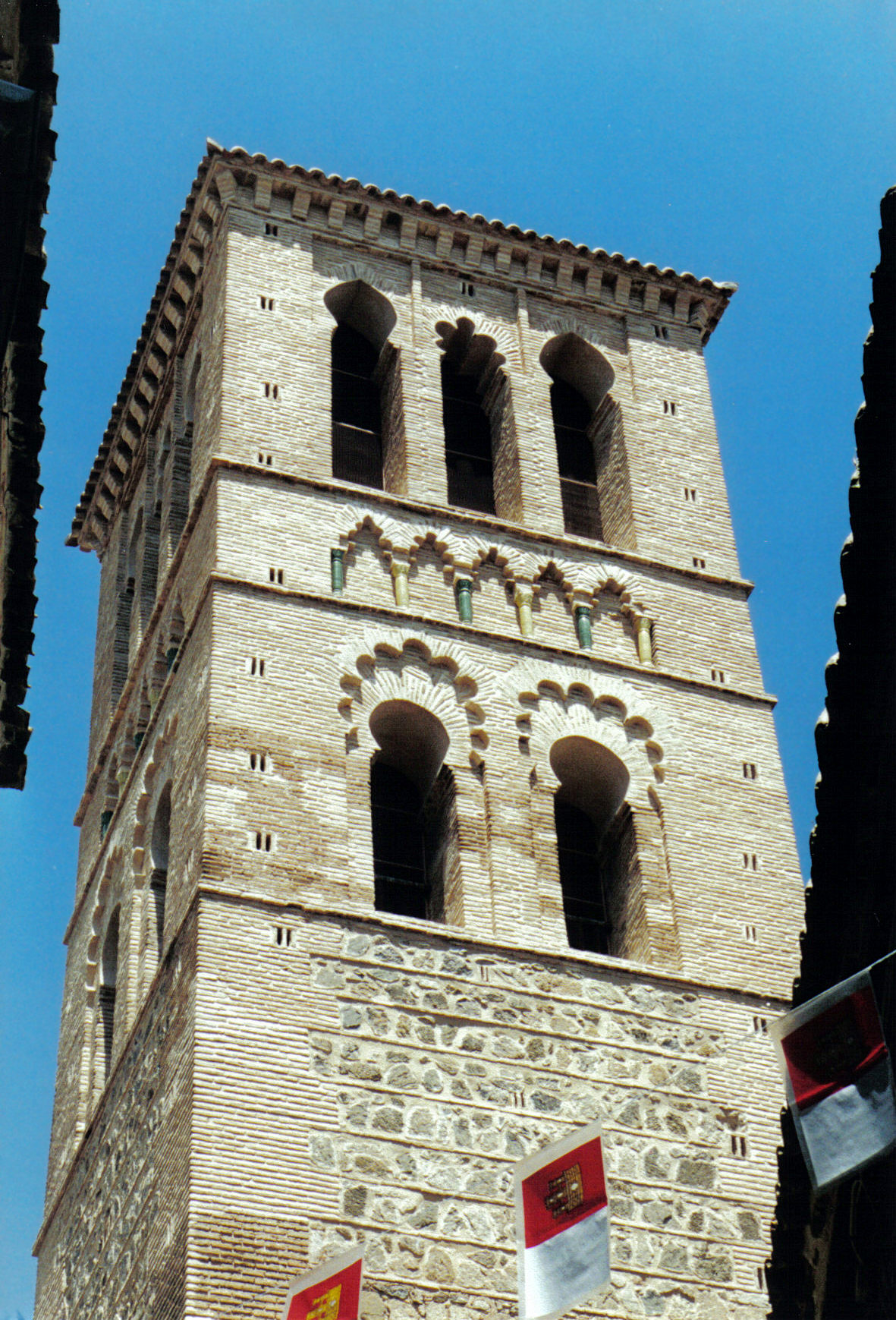
산토 토메 교회

산토 토메 교회(스페인어: Iglesia de Santo Tomé)는 스페인 톨레도에 있는 교회로, 오르가스 백작의 매장을 소장하고 있다.